# Euclystis sytis
Euclystis sytis är en fjärilsart som beskrevs av Achille Guenée 1852. Euclystis sytis ingår i släktet Euclystis och familjen nattflyn. Inga underarter finns listade i Catalogue of Life.